# Ormyrus maai
Ormyrus maai är en stekelart som beskrevs av T.C. Narendran 1999. Ormyrus maai ingår i släktet Ormyrus och familjen kägelglanssteklar.
Artens utbredningsområde är Papua Nya Guinea. Inga underarter finns listade i Catalogue of Life.